# 迫田江理
迫田 江理（さこだ えり、1982年11月9日 - ）は、元宮崎放送 (MRT) のアナウンサー。

## 来歴
鹿児島県出身。福岡女学院大学卒業。
大学を卒業後、2005年に鹿児島読売テレビ (KYT) に入社。同期の鬼頭里枝、高橋友希とともに同局のアナウンサーになる。
2007年4月に宮崎放送へ移籍。宮崎放送在籍中の2015年2月に結婚した。

## 担当番組

### テレビ番組
- おしえて！みやざき（宮崎放送）
- わけもん!GT（宮崎放送） - 不定期MC[5]
- モーニングてらす!（宮崎放送） - MC（2014年7月 - 2015年3月）

### ラジオ番組
- 女UP! 〜みやざき女子力向上委員会〜（MRTラジオ）
- 橘通り書店（MRTラジオ）
- お父様の夕焼けクラブ（MRTラジオ）
- 歌のない歌謡曲（企画ネット番組） - MRTラジオ担当パーソナリティ
- スイッチ♪音Time（MRTラジオ）